# Tetrabromuro de carbono
El tetrabromuro de carbono, CBr4, también conocido como tetrabromometano, es un bromuro de carbono. Ambos nombres son aceptables según la nomenclatura IUPAC.

## Producción
CBr4 se puede obtener mediante bromación de metano. Los subproductos incluyen otros metanos bromados (bromuro de metilo, bromuro de metileno y bromoformo) y bromuro de hidrógeno. Este proceso es análogo a la cloración del metano:
Br2 + hν → 2 Br·;
Br· + CH4 → ·CH3 + HBr.
·CH3 + Br2 → CH3Br + Br·.
CH3Br + Br· → ·CH2Br + HBr,
·CH2Br + Br2 → CH2Br2 + Br·,
CH2Br2 + Br· → ·CHBr2 + HBr,
·CHBr2 + Br2 → CHBr3 + Br·,
CHBr3 + Br· → ·CBr3 + HBr,
·CBr3 + Br2 → CBr4 + Br·
El intercambio halógeno de tetracloruro de carbono con bromuro de aluminio produce mayores rendimientos con cloruro de aluminio como subproducto:
4 AlBr3 + 3 CCl4 → 4 AlCl3 + 3 CBr4

## Propiedades físicas
El tetrabromuro de carbono tiene dos polimorfos: cristalino II o β por debajo de 46,9 °C (320,0 K) y cristalino I o α por encima de 46,9 °C. El polimorfo monoclínico tiene un grupo espacial C2/c con constantes de red: a = 20,9, b = 12,1, c = 21,2 (0,10−1 nm), β = 110,5°. La energía de enlace de C-Br es 235 kJ.mol-1.
Debido a su estructura tetraédrica sustituida simétricamente, su momento dipolar es 0 Debye. La temperatura crítica es 439 °C (712 K) y la presión crítica es 4,26 MPa.

## Cristalinidad plástica
La fase α de alta temperatura se conoce como fase cristalina plástica. En términos generales, los CBr4 están situados en las esquinas de la celda unitaria cúbica así como en los centros de sus caras en una disposición fcc. En el pasado se pensaba que las moléculas podían girar más o menos libremente (una "fase de rotor"), de modo que en un tiempo promedio parecerían esferas. Sin embargo, trabajos recientes han demostrado que las moléculas están restringidas a sólo 6 orientaciones posibles (trastorno de Frenkel). Además, no pueden tomar estas orientaciones de forma totalmente independiente unos de otros porque en algunos casos los átomos de bromo de las moléculas vecinas apuntarían entre sí, lo que conduciría a distancias increíblemente cortas. Esto descarta ciertas combinaciones de orientación cuando se consideran dos moléculas vecinas. Incluso para las combinaciones restantes se producen cambios displacenteros que se adaptan mejor a las distancias entre vecinos. La combinación de trastorno de Frenkel censurado y trastorno displacivo implica una cantidad considerable de desorden dentro del cristal que conduce a láminas altamente estructuradas de intensidad difusa y dispersa en la difracción de rayos X. De hecho, es la estructura en la intensidad difusa la que proporciona la información sobre los detalles de la estructura.

## Reacciones químicas
En combinación con trifenilfosfina, el CBr4 se utiliza en la reacción de Appel, que convierte alcoholes en bromuros de alquilo. De manera similar, CBr4 se usa en combinación con trifenilfosfina en el primer paso de la reacción de Corey-Fuchs, que convierte los aldehídos en alquinos terminales. Es significativamente menos estable que los tetrahalometanos más ligeros. Se obtiene mediante bromación de metano utilizando HBr o Br2. También se puede preparar mediante una reacción más económica de tetracloruro de carbono con bromuro de aluminio a 100 °C.

## Usos
Se utiliza como disolvente de grasas, ceras y aceites, en la industria del plástico y el caucho para soplado y vulcanización, además para polimerización, como sedante y como intermediario en la fabricación de agroquímicos. Debido a su no inflamabilidad, se utiliza como ingrediente en productos químicos resistentes al fuego. También se utiliza para separar minerales debido a su alta densidad.